# Opius graecus
Opius graecus är en stekelart som beskrevs av Papp 1982. Opius graecus ingår i släktet Opius och familjen bracksteklar. Inga underarter finns listade i Catalogue of Life.